# Macrotera sinaloana
Macrotera sinaloana är en biart som först beskrevs av Timberlake 1958.  Macrotera sinaloana ingår i släktet Macrotera och familjen grävbin. Inga underarter finns listade i Catalogue of Life.